# No lazareto de Lisboa
No lazareto de Lisboa da autoria de Rafael Bordalo Pinheiro foi publicado em Lisboa, no ano de 1881, pela Empresa Literária Luso-Brasileira, com um total de 56 páginas. Pertence à rede de Bibliotecas municipais de Lisboa e é considerado uma "raridade bibliográfica".